# استال استریپ

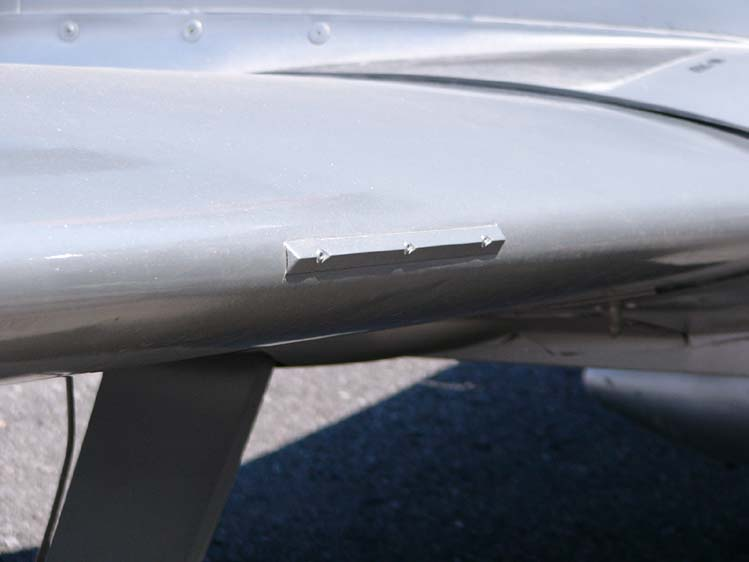

استال استریپ (به انگلیسی: Stall strips) یک وسیله ثابت آیرودینامیکی که روی بال نصب می‌شود تا ساختار آیرو دینامیکی بکار رفته روی بال را اصلاح کند. آن‌ها معمولاً توسط کارخانه سازنده روی بال نصب می‌شوند یا در موارد خاص و کمیاب بعد از ارائه به مشتری توسط کارخانه ساختار بال اصلاح می‌شود. آن‌ها معمولاً به صورت جفت متقارن در دو بال بکار گرفته می‌شوند و در موارد نادر بیان شده به صورت تکی بکار می‌روند تا رفتار بال را در مقابل واپس زدگی اصلاح کنند. این وسیله اقدام به هشدار قبل از واپس زدگی می‌نماید و اطمینان حاصل خواهد شد که استال از محل اتصال بال به سمت نوک بال ادامه خواهد یافت. و این مسئله به عنوان یکی از اولین تستهای لازم‌الاجرا برای کسب گواهی استاندارد می‌باشد. در بعضی موارد خاص مانند American aviation aa-1 Yankee از ابتدای شروع بال بال بکار برده می‌شود و نیز اندازه بال چپ و راست برابر و یکسان می‌باشد و نیز قابل تغییر و جایگذاری می‌باشد و بدین منظور پیشگیری از واپس زدگی به‌درستی قابل انجام نمی‌باشد و نیز بکار برند این وسیله به همراه وجود ویژگی تفاوت در زاویه اتصال بال با بدنه و زاویه حمله به جلوگیری از استال کمک می‌کند (واش اوت)
از این وسیله برای اصلاح شکل بال در برابر واپس ماندگی در محل اتصال بال جنس معمولاً آلومینیوم ساخته می‌شوند با سطح مقطع مثلثی و بدرازا با طول ۶ تا ۱۲ اینچ یا ۱۵ تا ۳۰ سانتی‌متر به لبه حمله بال پرچ یا ضمیمه می‌گردد استفاده می‌شود. و این ساختار به منظور قرارگیری در مسیر لایه مرزی جریان هوا می‌باشد تا اینکه در به وجود آمدن جریان جدا شونده هوای در اطراف محل اتصال بال به بدنه تأثیرگذار باشد، و به منظور آگاه‌سازی خلبان قبل از اتفاق افتادن واپس ماندگی در نوک بال و کنترل بهتر هواپیما برای فرار از مرحله خطرناک افتادن در چرخش بکار رود (فر پیچ نام فارسی اسپین است.